# Zé Augusto
José Augusto Dlofo, plus connu sous le nom de Zé Augusto (né le 26 avril 1970 au Mozambique portugais) est un joueur de football international mozambicain, qui évoluait au poste de défenseur.

## Biographie

### Carrière en sélection
Avec l'équipe du Mozambique, il joue entre 1995 et 1998. 
Il figure dans le groupe des sélectionnés lors des CAN de 1996 et de 1998, où son équipe est éliminée à chaque fois au premier tour.